# Radical Face
Radical Face es una banda de folk de Jacksonville, Florida en Estados Unidos. Nació como proyecto musical del cantautor y multiinstrumentista Ben Cooper.
El grupo se hizo conocido principalmente por la canción «Welcome Home», la cual llegó al puesto 38.º en Suiza y 61.º en el Reino Unido.

## Discografía

### Álbumes
- Junkyard Chandelier (2003)
- Ghost (2007)
- The Family Tree – The Roots (2011)
- The Family Tree – The Branches (2013)
- The Family Tree – The Bastards (2015)
- The Family Tree – The Leaves (2016)

### EP
- Touch the Sky (2010)
- The Bastards – Volume One (2011)
- A Pound Of Flesh (2012)
- Always Gold (2012)
- The Bastards – Volume Two (2013)
- The Bastards – Volume Three (2014)

### Vídeos musicales
- «Welcome Home» (2007)
- «Doorways» (2010)
- «A Pound of Flesh» (2011)
- «We're On Our Way» (2012)
- «Always Gold» (2012)
- «Holy Branches» (2013)
- «The Mute» (2014)